# آب‌پیمای معمولی
آب‌پیمای معمولی (نام علمی: Aquarius remigis) نام یک گونه از تیره آب‌پیمایان است.